# 華盛頓鎮區 (北卡羅萊納州吉爾福德縣)
華盛頓鎮區（英語：Washington Township）是位於美國北卡羅萊納州吉爾福德縣的一個鎮區。

## 地方資料
華盛頓鎮區的面積為88.05平方千米，皆為陸地。根據2020年美國人口普查的數據，當地共有人口2966人，而人口密度為每平方千米33.69人。